# Лос-Кортіхос
Лос-Кортіхос (ісп. Los Cortijos) — муніципалітет в Іспанії, у складі автономної спільноти Кастилія-Ла-Манча, у провінції Сьюдад-Реаль. Населення — 985 осіб (2010).
Муніципалітет розташований на відстані близько 130 км на південь від Мадрида, 38 км на північ від Сьюдад-Реаля.
На території муніципалітету розташовані такі населені пункти: (дані про населення за 2010 рік)
- Кортіхос-де-Абахо: 447 осіб
- Кортіхос-де-Арріба: 538 осіб

## Демографія
Динаміка населення (INE ):

## Галерея зображень

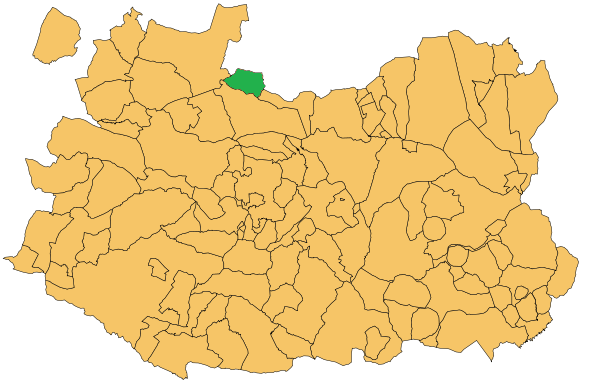
Розташування муніципалітету у провінції Сьюдад-Реаль